# زوبعة غبارية

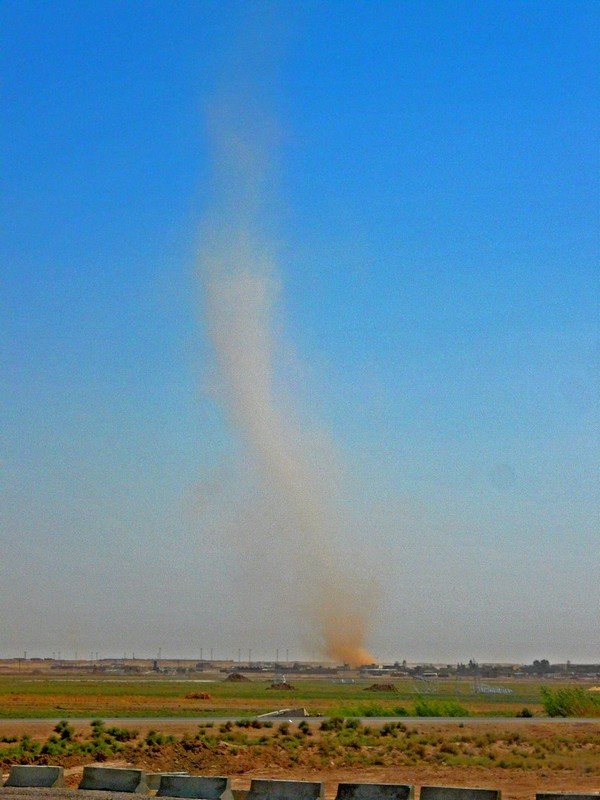
زوبعة في مدينة الرمادي بمحافظة الأنبار في العراق

الزوبعة الغبارية أو الدوامة الترابية أو عِفرِيتُ الغُبارِ هي زوبعة قوية ومتكاملة التكوين وعادة ما تكون طويلة العمر، ويتراوح حجمها من نصف متر عرضاً وأمتار قليلة طولاً إلى أكثر من 10 أمتار عرضاً وأكثر من 1000 متر طولاً.
حركة الهواء (العمودية الأولِيّة) في الزوبعة باتجاه الأعلى. في العادة الزوابع الغبارية غير مؤذية ولكن في حالات نادرة يصبح حجمها كبيراً ويؤدي بأضرار بالأرواح (الأشخاص، الناس) والممتلكات.
الزوبعة الرملية هي كميات كبيرة من حبات الرمل المصحوبة بمواد خفيفة موجودة على سطح الأرض (قش، أوراق...) ترتفع من سطح الأرض إلى أعلى على شكل عمود حلزوني متفاوت الارتفاع، قطره صغير، ومحوره رأسي تقريبا، وتتحرك الزوبعة في اتجاهات غير منتظمة، وتحدث الزوابع الرملية عندما يكون الهواء القريب من سطح الأرض غير مستقر بدرجة كبيرة، وهذا يحدث في ساعات ما بعد الظهيرة في أيام الصيف في المناطق الجافة ذات التربة الرملية عندما يكون التسخين شديدًا.